# Ashwellthorpe
Ashwellthorpe is een plaats behorende tot de civil parish Ashwellthorpe and Fundenhall in het Engelse graafschap Norfolk met 756 inwoners.